# Strong Woman Do Bong-soon
Strong Woman Do Bong-soon (hangul: 힘쎈여자 도봉순; RR: Himssenyeoja Do Bong-sun) es una serie de televisión surcoreana transmitida del 24 de febrero del 2017 hasta el 15 de abril del 2017 por medio de la cadena JTBC.
Los actores principales de la serie son Park Bo-young (en el rol de una mujer con fuerza sobrehumana), Park Hyung Sik y Ji Soo. También contó con la participación invitada de los actores Kang Ji-young, Lee Cheol-min, Kim Won-hyo, Song Won-geun, Yoon Sang-hyun, Lee Soo-ji, Jung Chan-min, Jang Sung-gyu, Kwon Hyuk-soo, Lee Sang, Kim Won-jun, Clara Lee, Min Ji-hyun, Lee Ho-cheol, entre otros.
Este drama coreano fue un éxito comercial y se convirtió en uno de los mejor puntuados en la televisión por cable de la historia.

## Historia
Do Bong-soon no es una mujer común: la chica posee una increíble fuerza heredada por todas las mujeres de su familia. Puede aplastar objetos con sus manos si los sostiene con demasiada fuerza, aunque Bong-soon anhela ser una mujer delicada de la que los hombres se enamoren. Sin embargo, ella no puede negar su fuerza. También tiene otro sueño, crear su propio videojuego. Su poder le permite conseguir un trabajo como guardaespaldas para Ahn Min-hyuk, un heredero chaebol con tendencias excéntricas que dirige una compañía de videojuegos. Poco a poco su relación de jefe-empleado comenzará a cambiar y se transformará en una relación romántica. Por otro lado, está el amigo de la infancia de Do Bong-Soon, In Kook-doo. Ella ha estado enamorada de su amigo desde que se conocieron, pero él no lo sabe. Cuando él finalmente se da cuenta de sus verdaderos sentimientos (él también está enamorado de ella) ya es demasiado tarde: los sentimientos de ella han cambiado. 
Mientras tanto, los protagonistas tratan de atrapar a un secuestrador de mujeres. Una de las víctimas es la mejor amiga de Bong-soon y ella utiliza su fuerza para intentar rescatarla. Sin embargo, el secuestrador es muy inteligente y encuentra una forma para que Bong-soon pierda su fuerza, pero ella cuenta con dos hombres que la aman y darían su vida por ella.

## Reparto

### Personajes principales
| Actor          | Personaje    | Ocupación                                                                                | Nº de episodios | Duración |
| -------------- | ------------ | ---------------------------------------------------------------------------------------- | --------------- | -------- |
| Park Bo-young  | Do Bong-soon | Miembro del Equipo de Planificación y Desarrollo de "Ainsoft" Guardaespaldas de Min-hyuk | 16 + especial   | 2017     |
| Park Hyung-sik | Ahn Min-hyuk | CEO de la Compañía de VideoJuegos "Ainsoft"                                              | 16 + especial   | 2017     |
| Ji Soo         | In Kook-doo  | Detective de la Unidad de Crímenes Violentos                                             | 16 + especial   | 2017     |

### Personajes recurrentes
| Actor          | Personaje                   | Ocupación                                                                           | Nº de episodios | Duración |
| -------------- | --------------------------- | ----------------------------------------------------------------------------------- | --------------- | -------- |
| Jang Mi-kwan   | Kim Jang-hyun               | Asesino / Dueño de la chatarrera                                                    | 16              | 2017     |
| Choi Moo-in    | Yook                        | Líder del equipo de la estación de policía                                          | 16              | 2017     |
| Oh Soon-tae    | Bulgom "Brown Bear"         | Oficial de la Unidad de Crímenes Violentos                                          | 16              | 2017     |
| Joo Ho         | Neokboi "Knock Boy"         | Oficial de la Unidad de Crímenes Violentos                                          | 16              | 2017     |
| Choi Hyung     | Heollaengyi "Hell Angel"    | Oficial de la Unidad de Crímenes Violentos                                          | 16              | 2017     |
| Kim Won-suk    | Dotbogi "Magnifying Glass"  | Oficial de la Unidad de Crímenes Violentos                                          | 16              | 2017     |
| Shim Hye-jin   | Hwang Jin-yi                | Madre de Bong-soon                                                                  | 16              | 2017     |
| Yoo Jae-myung  | Do Chil-goo                 | Padre de Bong-soon                                                                  | 15              | 2017     |
| Ahn Woo-yeon   | Do Bong-ki                  | Hermano gemelo de Bong-soon / Residente de medicina                                 | 15              | 2017     |
| Jeon Seok-ho   | Kong Bi-seo                 | Secretario de Min-hyuk                                                              | 15              | 2017     |
| Kim Mi-hee     | -                           | Madre de Myung-soo / Amiga de Bong-soon                                             | 14              | 2017     |
| Park Bo-mi     | Na Kyung-shim               | Mejor amiga de Bong-soon                                                            | 13              | 2017     |
| Kim Soo-yeon   | -                           | Madre de Jae-soon / Amiga de Bong-soon                                              | 13              | 2017     |
| Im Won-hee     | Baek Soo-tak                | CEO de la Constructora Baek Tak / Gánster                                           | 13              | 2017     |
| Kim Min-kyo    | Ah Ka-ri                    | Miembro de la banda de Baek Soo-tak                                                 | 13              | 2017     |
| Kim Ki-moo     | Hwang Hyun-dong             | Miembro de la banda de Baek Soo-tak                                                 | 13              | 2017     |
| Seol In-ah     | Cho Hee-ji                  | Exnovia de Kook-doo                                                                 | 12              | 2017     |
| Kim Won-hae    | Kim Kwang-bok Oh Dong-byung | Miembro de la banda de Baek Soo-tak Jefe del Equipo de Planificación del Desarrollo | 12 6            | 2017     |
| -              | Oh Jin-tae                  | Miembro de la banda de Baek Soo-tak                                                 | 11              | 2017     |
| -              | Yang Yong-cheol             | Miembro de la banda de Baek Soo-tak                                                 | 11              | 2017     |
| Hong Ye-ri     | Ho Soon-yi                  | Empleada de la tienda "Bong Walnut Pie & Tart"                                      | 10              | 2017     |
| Yoon Ye-hee    | Jung Mi-hwa                 | Madre de Kook-doo / Escritora                                                       | 7               | 2017     |
| Shim Hoon-gi   | Ahn Dong-seok               | Medio hermano mayor de Min-hyuk                                                     | 6               | 2017     |
| Han Jung-kook  | Ahn Cheol-do                | Presidente de "Ohsung Group" / Padre de Min-hyuk                                    | 5               | 2017     |
| Kim Seong-beom | Ahn Dong-ha                 | Medio hermano mayor de Min-hyuk                                                     | 4               | 2017     |
| Lee Se-wook    | Ahn Kyung-hwan              | Medio hermano mayor de Min-hyuk                                                     | 4               | 2017     |
| Kim Tae-soo    | Oh Hyun-joong               | Miembro de la banda de Baek Soo-tak                                                 | 4               | 2017     |
| Baek Soo-ryun  | Lady Soon-shim              | Abuela materna de Bong-soon                                                         | 3               | 2017     |
| Yoon Young-joo | -                           | Madrastra de Min-hyuk                                                               | 3               | 2017     |

### Antiguos personajes recurrentes
| Actor           | Personaje       | Ocupación                              | Episodios | Duración | Causa                                                                 |
| --------------- | --------------- | -------------------------------------- | --------- | -------- | --------------------------------------------------------------------- |
| Choi Hyun-seo   | Kim Ji-won      | Maestra                                | 7         | 2017     | rescatada por Do Bong-soon luego de ser secuestrada por Kim Jang-hyun |
| Choi Young-shin | Lee Joo-young   | Maestra de baile                       | 6         | 2017     | rescatada por Do Bong-soon luego de ser secuestrada por Kim Jang-hyun |
| Min Ji-hyun     | -               | Farmacéutica                           | 6         | 2017     | rescatada por Do Bong-soon luego de ser secuestrada por Kim Jang-hyun |
| -               | Jang Kwang-seok | Empleado de la chatarrera / Drogadicto | 6         | 2017     | arrestado por ayudar a Kim Jang-hyun en los secuestros                |

### Otros personajes
| Actor          | Personaje | Ocupación           | Episodios | Duración | Ref.   |
| -------------- | --------- | ------------------- | --------- | -------- | ------ |
| Choi Won-myung | -         | Estudiante          | -         | 2017     |        |
| Kim Hyun-mok   | -         | Estudiante acosado  | -         | 2017     |        |
| Yoo In-soo     | Kang-goo  | Estudiante acosador | 3         | 2017     | [ 13 ] |

### Apariciones especiales
| Actor                | Personaje                   | Ocupación                     | Episodios donde apareció | Duración |
| -------------------- | --------------------------- | ----------------------------- | ------------------------ | -------- |
| Kang Ji-young        | -                           | Anunciador de JTVC            | 2, 8, 10, 13             | 2017     |
| Jang Sung-kyu        | -                           | Anunciador de JTVC            | -                        | 2017     |
| Lee Cheol-min        | -                           | Adivino                       | 4, 7                     | 2017     |
| Kim Won-hyo          | -                           | -                             | -                        | 2017     |
| Song Won-geun        | Song Yong-boon              | Actor de teatro               | 7, 8                     | 2017     |
| Yoon Sang-hyun       | Charles Ko                  | -                             | 8                        | 2017     |
| Lee Soo-ji           | -                           | Especialista en vraude de voz | -                        | 2017     |
| Jung Chan-min        | -                           | Especialista en fraude de voz | -                        | 2017     |
| Kwon Hyuk-soo        | cHO Dal-bong / "Nizamuddin" | Falso monje indio             | 12 - 14                  | 2017     |
| Lee Sang (de Imfact) | -                           | Recepcionista de Ainsoft      | 14                       | 2017     |
| Clara Lee            | Lee Bong-soon               | Higienista dental             | -                        | 2017     |

## Episodios
La serie estuvo conformada por 16 episodios y 1 especial.
Los episodios fueron transmitidos cada viernes y sábado a través de JTBC.

## Premios y nominaciones
| Año  | Categoría                  | Premio                               | Nominado (a)              | Resultado |
| ---- | -------------------------- | ------------------------------------ | ------------------------- | --------- |
| 2017 | Best Actress               | 1st The Seoul Award                  | Park Bo-young             | Ganó      |
| 2017 | Popularity Award           | 1st The Seoul Award                  | Park Hyung-sik            | Ganó      |
| 2017 | Best Mini-series           | 12th Seoul International Drama Award | Strong Woman Do Bong-soon | Nominado  |
| 2017 | Outstanding Korean Actress | 12th Seoul International Drama Award | Park Bo-young             | Ganó      |
| 2017 | Best Actress               | 12th Seoul International Drama Award | Park Bo-young             | Nominada  |
| 2017 | Best New Actor             | 53rd Baeksang Arts Award             | Ji Soo                    | Nominado  |
| 2017 | Best Actress               | 53rd Baeksang Arts Award             | Park Bo-young             | Nominada  |

## Música
La Banda sonora de la serie estuvo conformada por las siguientes canciones:
- You're My Garden de Jung Eun-ji (Apink).
- Heartbeat de Suran (cantante).
- How Would It Be? de Standing Egg.
- Pit a Pat de Chungha.
- Double Trouble Couple de MAMAMOO.
- I'm In Love de VROMANCE.
- Super Power Girl de Every Single Day.
- Because Of You de Park Hyung Sik.

## Producción
La serie contó con el director Lee Hyung-min y el escritor Baek Mi-kyung, la producción estuvo a cargo de Park Jun-seo, Lee Jin-suk, Park Ji-an y Ra Sung-shik con el apoyo de los productores ejecutivos Song Won-sub y Park In-sun. 
La serie estuvo protagonizada por Park Bo-young, Park Hyung-sik y Ji Soo.
La cinematografía fue realizada por Moon Se-hong y Lee Min-jin, mientras que la edición estuvo a cargo de Oh Dong-hee y la música estuvo en manos de Moon Sung-nam.
Fue emitida del 24 de febrero del 2017 hasta el 15 de abril del 2017 por medio de la cadena JTBC.
Contó con las compañías de producción "Drama House" y "JS Pictures", y fue distribuida por JTBC.
La serie fue bien recibida por los televidentes y obtuvo buenos ratings.
El drama está escrito por Baek Mi-Kyung, quien previamente escribió My Love Eun Dong, y dirigido por Lee Hyung-Min, quien dirigió también Ms. Temper and Nam Jung Gi. El rodaje empezó en octubre de 2016 y acabó el 11 de abril de 2017.
La serie supuso un reencuentro entre Park Hyung-sik y Yoo Jae-myung, que previamente trabajaron juntos en el drama de KBS2 Hwarang.

### Audiencia
El drama coreano fue un éxito comercial, convirtiéndose en uno de los mejor puntuados en la televisión por cable de la historia.
También los actores Park Hyung-sik y Park Bo-young recibieron críticas muy buenas por sus interpretaciones, así como por la química que demostraron.

### Emisión en otros países
| País      | Cadenas     | Fecha de Inicio                                             | Fecha de Finalización |
| --------- | ----------- | ----------------------------------------------------------- | --------------------- |
| Filipinas | GMA Network | 2017                                                        | -                     |
| Tailandia | Channel 7   | 26 de agosto de 2017 (cada sábado y Domingo a las 9:45hrs.) | -                     |

### Adaptaciones
El 9 de noviembre de 2018 se anunció que la adaptación de la serie en Estados Unidos estaba en desarrollo en The CW de CBS Television Studios y la escritora Melissa Scrivner-Love, con Ronda Rousey y Ben Silverman como productores ejecutivos. El proyecto, titulado Strong Girl, trataría sobre "una ex-fotógrafa de guerra llamada Rayna, quien descubre que es indestructible y potencialmente la mujer más fuerte del mundo". El 8 de febrero de 2019 se reveló que el guion no había sido escogido para grabar un episodio piloto.